# 1963-as finn labdarúgó-bajnokság (első osztály)
Az 1963-as finn labdarúgó-bajnokság (Mestaruussarja) a finn labdarúgó-bajnokság legmagasabb osztályának harmincharmadik alkalommal megrendezett bajnoki éve volt. A pontvadászat 12 csapat részvételével zajlott. A bajnokságot a Reipas Lahti csapata nyerte.  

## Bajnokság végeredménye
| #  | Csapat           | M  | Gy | D | V  | RG | KG | Pont |
| -- | ---------------- | -- | -- | - | -- | -- | -- | ---- |
| 1  | Reipas Lahti (B) | 22 | 13 | 6 | 3  | 44 | 18 | 32   |
| 2  | Haka Valkeakoski | 22 | 15 | 1 | 6  | 56 | 20 | 31   |
| 3  | ÅIFK Turku       | 22 | 11 | 3 | 8  | 44 | 32 | 25   |
| 4  | HIFK Helsinki    | 22 | 9  | 6 | 7  | 42 | 30 | 24   |
| 5  | KTP Kotka        | 22 | 10 | 3 | 9  | 44 | 42 | 23   |
| 6  | KuPS Kuopio      | 22 | 8  | 6 | 8  | 29 | 31 | 22   |
| 7  | MiPK Mikkeli     | 22 | 7  | 6 | 9  | 33 | 37 | 20   |
| 8  | HPS Helsinki     | 22 | 8  | 4 | 10 | 36 | 41 | 20   |
| 9  | KIF Helsinki     | 22 | 8  | 4 | 10 | 26 | 40 | 20   |
| 10 | TPS Turku (K)    | 22 | 7  | 5 | 10 | 23 | 35 | 19   |
| 11 | TaPa Tampere (K) | 22 | 6  | 5 | 11 | 27 | 43 | 17   |
| 12 | VIFK Vaasa (K)   | 22 | 4  | 3 | 15 | 27 | 62 | 11   |

## Külső hivatkozások
- Hivatalos honlap (finnül)
- Finnország – Az első osztály tabelláinak listája az RSSSF-en (angolul)